# راویش ملهوترا
راویش ملهوترا (مَلهوترا) (به انگلیسی: Ravish Malhotra) فضانورد اهل کشور هند است که در ۲۵ دسامبر ۱۹۴۳ میلادی در لاهور زاده شد. وی در مأموریت سایوز تی۱۱ حضور داشته‌است.